# Iracundus signifer
Iracundus signifer és una espècie de peix pertanyent a la família dels escorpènids i l'única del gènere Iracundus present a Sud-àfrica, Maurici, Illa de la Reunió, les illes Ryukyu, Taiwan, les illes de la Societat, les illes Cook, les illes Marqueses, Tuamotu, Pitcairn i les illes Hawaii.
És bentònic.
És verinós per als humans.
És un peix marí, associat als esculls de corall i de clima tropical que viu entre 10-70 m de fondària.
Fa 13 cm de llargària màxima. La seua aleta dorsal imita un peix petit i la utilitza com a esquer.